# Castel Guelfo di Bologna
Castel Guelfo di Bologna, detto anche solo Castel Guelfo (Castèl Guêlf in dialetto bolognese o Castelghèif in dialetto bolognese orientale), è un comune italiano di 4 470 abitanti della città metropolitana di Bologna in Emilia-Romagna. Fa parte del Nuovo Circondario Imolese.

## Geografia fisica
- Classificazione climatica: zona E, 2271 GR/G

## Origini del nome
Il toponimo del paese ha origine da Castrum guelfum, fortificazione guelfa da cui prende il nome edificata a partire dal 1309, anno in cui il Comune di Bologna commissionò all'architetto Romeo Pepoli la costruzione di un castello che difendesse gli abitanti del luogo dagli attacchi di Imola, città rivale.

## Storia

### Età antica e medioevo
La città non è quasi mai menzionata nelle fonti prima delle incursioni longobarde (VI secolo). Sin dall'XI secolo il territorio era compreso nella diocesi di Bologna e corrispondeva alla massa Meticiano. Nel 1218 il comune era governato da Bologna. A causa della forte conflittualità tra Imola (ghibellina) e Bologna (guelfa), nel 1296 i proprietari terrieri chiesero alla municipalità bolognese la costruzione di un castrum (o di un fortilicium). Nel 1309 il comune bolognese diede pieni poteri a Romeo Pepoli per l'edificazione del Castrum Guelfum.
Il territorio passò poi all'imolese Ludovico Alidosi, che lo tenne dal 1404 al 1424; successivamente papa Pio II lo cedette alla famiglia Malvezzi e lo elevò a contea.

### Età moderna e contemporanea
Alla metà del XIX secolo il territorio di Castel Guelfo fu insanguinato dalla feroce banda del Passatore. La sera del 28 gennaio 1850, dopo una rapina effettuata in una casa colonica nel territorio imolese, la banda entrò in paese, uccise due Veliti Pontifici e tentò di rapinare la casa di un possidente locale avendo preso in ostaggio una trentina di abitanti. Fallito il tentativo di furto, i briganti si ubriacano e abbandonano il paese.
Nel 1865 il titolo di conte di Castel Guelfo passa alla Signoria Hercolani.

## Monumenti e luoghi d'interesse
- Chiesa del Sacro Cuore di Gesù e San Giovanni Battista. Nell'edificio, inaugurato nel 1802 e restaurato negli anni 2010-11, è conservato un prezioso dipinto (olio su tela) del pittore bolognese Pietro Fancelli (1764-1850). L'opera, che raffigura i misteri del santo rosario (253 x 174 cm), è stata anch'essa sottoposta a un recente restauro.
- Palazzo Malvezzi-Hercolani: voluto da Virgilio Malvezzi nel 1448, oggi ospita il Municipio. Sulla facciata presenta un portale ogivale, sul lato retrostante finestre a sesto acuto murate e una torre di epoca successiva. Il cortile interno è circondato da due loggiati in stile rinascimentale.
- Palazzo del Podestà: anticamente seconda sede dell'amministrazione locale, anch'esso ha un ingresso sovrastato da un arco ogivale e una torre simile a quella di Palazzo Malvezzi.
- Mura del XIV secolo: racchiudono il piccolo centro storico e sono munite di quattro torrioni angolari di forma circolare. Il Cassero, un tempo unica porta della cinta, venne abbellito tra XVIII e XIX secolo dopo aver perso le sue funzioni militari.

## Società

### Evoluzione demografica
Abitanti censiti

## Cultura

### Cucina
A Castel Guelfo di Bologna si prepara da oltre 700 anni la brazadela, una ciambella tradizionale.

### Eventi e ricorrenze
- Sagra del vino e della ciambella (ultima fine settimana di giugno)
- Festa bella (ultima settimana di settembre ogni cinque anni)
- Festa Medievale (seconda domenica di maggio)

## Economia
L'economia di Castel Guelfo è stata, fino alla metà del XX secolo, quella tipica di un paese rurale. Successivamente, l'industrializzazione ha soppiantanto l'agricoltura. Il tessuto produttivo era composto da piccole imprese, spesso a conduzione familiare, con una buona quota di imprese artigiane. In linea con lo sviluppo industriale regionale, si insediano anche imprese di tipo metalmeccanico, soprattutto meccanica di precisione.

Negli anni novanta è stato realizzato un polo industriale e commerciale sito in località Poggio Piccolo, che comprende dal 2004 un outlet con 110 negozi, per una superficie di 24.266 m2. Costruito vicino al casello dell'autostrada A 14, è diventato in pochi anni il fattore trainante dell'economia guelfese.

## Sport

### Manifestazioni
- «Miglio nel Tiglio»: corsa podistica caratteristica. Si svolge lungo un viale delimitato da 224 tigli, per una lunghezza complessiva di 1.609 metri, pari a un miglio, tutti in rettilineo. Nata nel 2010, la competizione è inserita nel calendario UISP[11].

### Società sportive
- Polisportiva GITO a.s.d. (pallavolo, ginnastica, arti marziali, calcio a cinque)
- Guelfo Basket a.s.d. (pallacanestro)
- Sporting Castel Guelfo (calcio)
- Amaranto Castel Guelfo (calcio)

## Amministrazione

Il gonfalone comunale

### Sindaci dal 1986
| Periodo          | Periodo        | Primo cittadino      | Partito                            | Carica  | Note   |
| ---------------- | -------------- | -------------------- | ---------------------------------- | ------- | ------ |
| 29 dicembre 1986 | 4 marzo 1993   | Valter Sarti         | Partito Socialista Italiano        | Sindaco | [ 12 ] |
| 26 aprile 1993   | 14 giugno 1999 | Luciano Olivieri     | Partito Democratico della Sinistra | Sindaco | [ 12 ] |
| 14 giugno 1999   | 8 giugno 2009  | Dino Landi           | lista civica di centro-sinistra    | Sindaco | [ 12 ] |
| 8 giugno 2009    | 26 maggio 2014 | Cristina Carpeggiani | lista civica di centro-sinistra    | Sindaco | [ 12 ] |
| 26 maggio 2014   | 26 marzo 2019  | Cristina Carpeggiani | lista civica di centro-sinistra    | Sindaco | [ 12 ] |
| 26 marzo 2019    | in carica      | Claudio Franceschi   | lista civica di centro-sinistra    | Sindaco | [ 12 ] |